# 現状
現状（げんじょう、ラテン語: status quo）とは、今そのままの状態という意味のラテン語の成句。現状維持。同類の語句に、初めの状態という意味の原状 (status quo ante) がある。

## 主な利用
元となる成句は14世紀における外交ラテン語、in statu quo res erant ante bellum（戦争が起こる前の原状下）である。これがstatus quo ante bellum（戦争前の原状）となり、（この成句は「現状」などの変化したものだけでなく、敵兵の撤退や戦前の状況への戦力の復帰という意味も含まれた）Status quo（現状）となった。
現状維持が訴えられるときは普通、大規模で急激な変化に対しての反対の状況下である。市民活動などが現状維持の発端となる。その場合、「現状」は文化や社会や国家全体の風土の様な大きな問題の状態を指している事がしばしばである。
政治家は時に現状のままにしようとし、多くの場合、状況をはっきりとさせるよりも意図的に曖昧な政策をする。クラーク・カーは「現状（Status quo）は拒否権を行使できる唯一の解決策である。（現状は物事を変えるために取らなければいけない行動を簡単にできなくしている）」と記している。
イスラエルでは、この成句はパレスチナにおけるシオニスト運動の世俗的な指導者たちと正統派ユダヤ人の指導者たちとの間に結ばれた1947年の建国の枠組みを作成した非公式な同意を指している。この合意は国家と宗教間の4つの重要課題―安息日、教育、カシュルートと婚姻法―の関係の基本原則を示している。この合意は国家が存在している間は大体は効力がある。また、この成句は1852年に成文化されたキリスト教の多くの団体による、様々なキリスト教の重要な聖地の保護管理権の分割協定(en:Status Quo (Jerusalem and Bethlehem))を指すこともある。

## 参考書籍
1. ↑  wikt:status quo
2. ↑  wikt:status quo ante
3. ↑  Clark, Pamela (2000年). “The Social Climate”. The Optimal Environment: Part Four.   FeatherPicking.com. 2009年3月11日閲覧。